# Джозеф Геллер

Підпис Джозефа Геллера

Джозеф Геллер (англ. Joseph Heller; нар. 1 травня 1923 — пом. 12 грудня 1999) — американський письменник-сатирик, сценарист, драматург.

## Життєпис
Народився 1 травня 1923 року в районі Бруклін м.Нью-Йорк. Син Азека та Лєни Геллер. У 1941 році закінчив середню школу ім. А. Лінкольна. Відтак мав різні професії: підпрацьовував помічником коваля, посильним, діловодом. Водночас він писав невеличкі оповіді, якими захопився ще в дитинстві. Через деякий час після початку війни з Японією та Німеччиною — у 1942 році Геллер вступив до Авіаційного корпусу армії США. У 1944 році закінчив льотні курси бомбардувальника й був відправлений до Європи — на Італійський фронт. Тут Геллер на бомбардувальнику Б-25 здійснив 60 бойових вильотів.
Після завершення війни Геллер повертається додому. Спочатку навчається в Нью-Йоркському університеті, де отримує ступінь бакалавра мистецтв. Згодом вступає до Колумбійського університету, де у 1949 році отримує ступінь магістра з англійської мови й літератури. Після цього деякий час проходить стажування в Оксфордському університеті. Повернувшися до США, стає викладачем в Університеті штату Пенсільванія. Він також викладає художню літературу і драму в Єльському університеті. Водночас Геллер починає співпрацювати з журналами «Таймс» та «Look» як автор рекламних оголошень. Згодом починає все більше займатися літературною діяльністю. У 1961 році вийшов його перший роман. З цього часу Джозеф Геллер стає відомим, заробляє чималі кошти. Проте у 1970-х роках викладав у міському коледжі Нью-Йорка.
13 грудня 1981 року в Геллера був діагностований синдром Гієна-Барре. Деякий час був навіть паралізований, але вже у 1982 році йому полегшало й він зміг повернутися з лікарні додому. У 1984 році Геллер розлучився з дружиною, а незабаром одружився з власною медсестрою. У 1991 році він якийсь період викладав у коледжі Св. Катерини оксфордського університету. У 1994 році повернувся до США. Тут 12 грудня 1999 в Іст-Гемптоні (штат Нью-Йорк) Джозеф Геллер помер.

## Родина
Перша дружина — Шірлі Хелд, від якої мав дітей Еріку (нар. 1952) і Теда (нар. 1956). Друга дружина — Валері Гамфрі.

## Творчість
Почав писати та друкувати перші свої професійні літературні праці, переважно оповідання, у 1950-х роках. У 1961 видав свій перший роман «Пастка-22» (перший переклад українською мовою «Пастка для дурнів»). Цей сатиричний, антивійськовий твір приніс Геллеру славу та визнання. У 1970 його екранізував Майкл Ніколс.
Інший відомий роман Геллера вийшов у 1974 році — «Щось трапилось». Роман побудовано на внутрішньому діалозі людини. Наступним вагомим доробком став роман «Голд, або Не гірше за золото» (1979 рік), в якому оповідається історію Брюса Голда, що вирішив стати першим держсекретарем-євреєм. У 1984 році вийшов роман «Відомо лише Богові» на біблійний сюжет про царя Давида.

## Праці

### Романи
- Пастка-22 (1961)
- Щось трапилось (1974)
- Голд, або Не гірше за золото (1979)
- Відомо лише Богові (1984)
- Уяви собі картину (1988)
- Це не жарт (1986)
- Портрет художника в старості (видано посмертно у 2000).

### Автобіографії
- Не до сміху (1986)
- Тепер й потім (1988)

### Сценарії
- Секс і незаміжня дівчина (1964)
- Казино Рояль (1967, нема в титрах фільму)
- Брудний Дінгус Магі (1970)

## Переклади українською
- Джозеф Геллер. Пастка-22. Переклад з англійської: Олена Фешовець. Чернівці: Книги-ХХІ, 2016.  464 стор. ISBN 978-617-614-135-8 (серія "Вавилонська бібліотека") паперове видання [Архівовано 30 квітня 2017 у Wayback Machine.]
- Джозеф Геллер. Пастка на дурнів. Переклад з англійської: Микола Мещеряк. Київ: Дніпро, 1988.  630 стор. ISBN 5-308-00194-4

- Джозеф Геллер. Змалюй це. Перекладач: В'ячеслав Вишневий. Київ: Український письменник, 2014. 426 с. ISBN 978-966-579-432-5. Джерело: https://nashformat.ua/products/zmalyuj-tse-701744